# Nazgûl
I Nazgûl (o Úlairi), gli Spettri dell'Anello (in inglese Ring-Wraiths), detti anche Cavalieri Neri o Cavalieri Alati, sono personaggi di Arda, il mondo immaginario fantasy creato da J. R. R. Tolkien.

## L'origine dei Nazgûl

I Nazgûl visti da Frodo su Amon Sûl dopo aver indossato l'Unico Anello, da una scena del film Il Signore degli Anelli - La Compagnia dell'Anello.

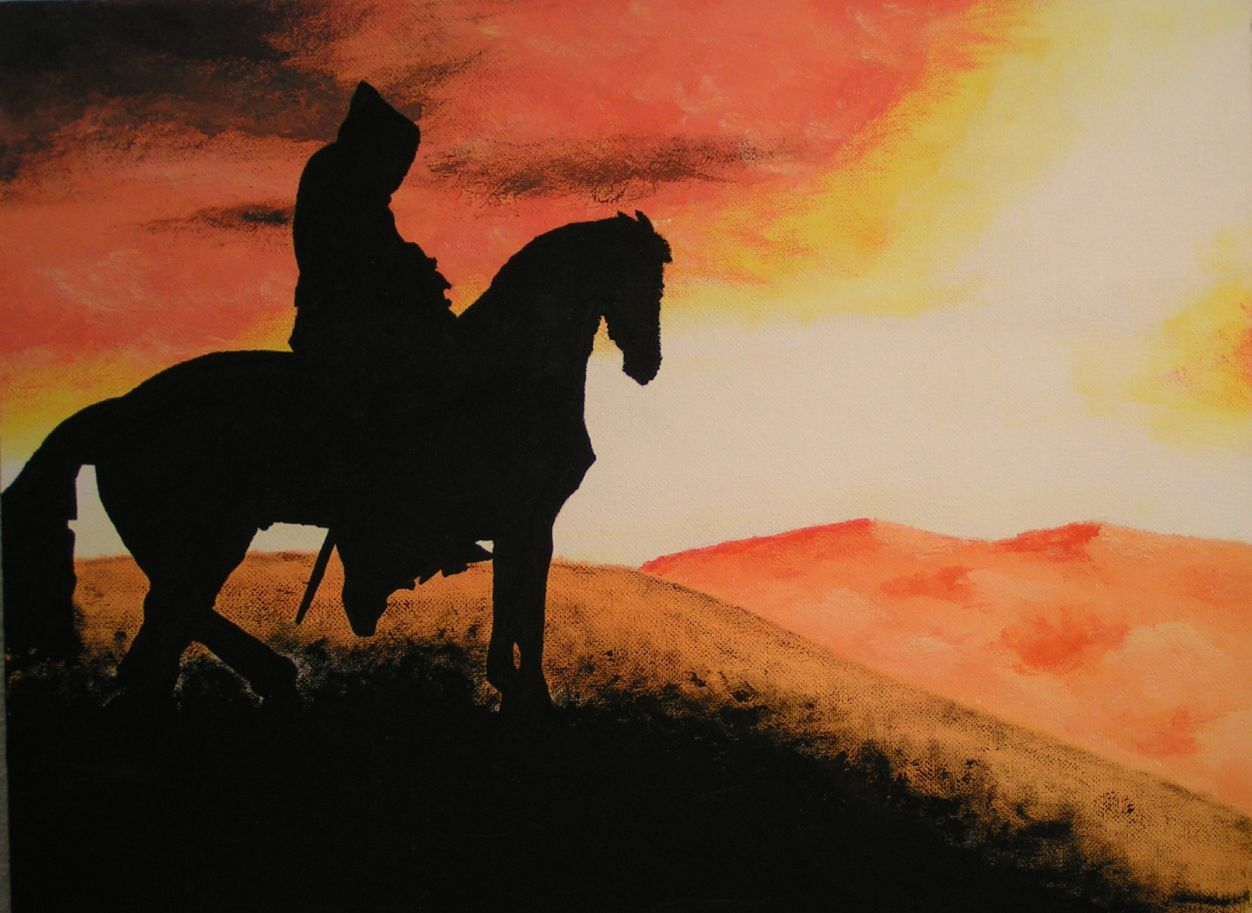
Un Nazgûl con cavalcatura.

Il loro nome significa Spettri dell'Anello (dalla lingua nera di Mordor: nazg, anello e ûl, spettro; furono chiamati anche Úlairi, Spettri del male, dai Noldor e dai Númenoreani); erano in origine nove re degli uomini (tre dei quali grandi signori di Númenor) ai quali Sauron donò nove Anelli del Potere dotati di grande potenza, questi anelli resero questi Re immensamente potenti in vita, divenendo grandi guerrieri e maghi rispettati e temuti dalla propria gente; diedero loro enormi ricchezze e un'apparente immortalità, ma questa "immortalità" non faceva che far continuare loro la vita fino a divenire insostenibile. Col tempo la loro forma fisica si disperse, trasmutandoli in spettri e facendoli così cadere uno ad uno sotto il potere dell'Unico Anello.
I Nazgûl non fanno più parte del mondo sensibile, ma non appartengono al mondo dei morti quanto piuttosto al regno delle ombre, sospesi tra questo mondo e l'aldilà: sono infatti visibili solo quando indossano vestiti (che però sembrano ricoprire il vuoto). L'Unico Anello ha infatti il potere di trasmettere la malvagità di Sauron alle altre creature e trasformarle, corrompendo la loro natura: per aver posseduto anelli legati all'Unico ed essere stati corrotti dal male i nove sovrani degli uomini divennero Spettri dell'Anello e schiavi della volontà del possessore dell'Unico.

## La storia
Il regno di Angmar è il regno principale che gli Spettri dell'Anello hanno dominato da quando sono stati sottomessi al volere di Sauron. Esso venne costituito per mettere in crisi il regno di Arnor, e cadde soltanto quando le forze di Arnor (le quali vennero soccorse dall'esercito di Gondor e dagli Elfi) sconfissero il Re degli Stregoni. Successivamente, attorno all'anno 2000 della Terza Era, gli spettri conquistarono Minas Ithil (torre della Luna, da Minas = torre, Ithil = Luna) per porre l'avanguardia delle forze di Sauron, che stava tornando a Mordor dal suo dominio temporaneo di Dol Guldur. Questa città, che da allora fu chiamata Minas Morgul ("Torre di stregoneria"), divenne dominio dei Cavalieri Neri che la infestarono di Orchi e altre creature malvagie. Dato che Gondor era forte, florido, ricco e potente, il Re Stregone, capo degli Spettri, andò al Nord e fondò il regno di Angmar, riunendo tribù di Orchi e Troll. Infatti il grande regno di Arnor era diviso e debole, scosso da lotte intestine. Per mille anni nel nord imperversò la guerra e nel 1974 Fornost, capitale dell'Arthedain, fu presa e distrutta mentre terminava il dominio dei Dunedain. Gondor comunque intervenne e sconfisse l'esercito di Angmar e il Re Stregone fuggì a Sud. Quando Sauron ritornò a Mordor e preparò la guerra contro l'Ovest, gli Spettri dell'Anello tornarono a essere i suoi servi più micidiali, coloro che comandavano le sue armate. Nel romanzo Il Signore degli Anelli, i Nazgûl entrano nella Contea nel settembre 3018, alla ricerca di Frodo Baggins, possessore dell'Unico Anello. Inizialmente gli Hobbit (Frodo, Merry, Pipino e Sam) non si rendono conto della pericolosità di questi strani individui, che inizialmente chiamano "Cavalieri Neri". Dopo aver lasciato la Contea e aver raggiunto il villaggio di Brea, gli Hobbit incontrano Aragorn, che li conduce attraverso le Terre Selvagge, tuttavia, i Nazgûl feriscono Frodo a Collevento con un pugnale avvelenato. Alla fine vengono scacciati via da Aragorn che deve portare in fretta Frodo da Elrond per farlo curare. In loro aiuto viene l'elfo Glorfindel, che dona il suo cavallo bianco a Frodo. I Nove si mettono all'inseguimento del mezzuomo, ma quando stanno quasi per prenderlo, solo dopo aver superato il guado del Bruinen, grazie alla magia combinata di Elrond e Gandalf, il fiume li travolge, privandoli temporaneamente della loro forma corporale. Da quel momento, i Nazgûl non entrano in scena in modo significativo per molto tempo, sino alla battaglia dei Campi del Pelennor, dove il Re Stregone di Angmar viene sconfitto da Merry ed Éowyn; gli altri otto perirono come conseguenza della sconfitta di Sauron.

## Aspetto e caratteristiche
I Nazgûl non possiedono più un corpo visibile, avendo portato e usato con avarizia e malvagità per lungo tempo i "Grandi Anelli" di Sauron, e per tale motivo, per rendersi visibili ai loro servitori e alle loro spie, sono costretti a indossare grandi manti neri che riescono a dare forma ai loro corpi invisibili di spettri. Nel mondo del crepuscolo perenne invece, come li vede Frodo Baggins, una volta infilato l'anello ai piedi di Colle Vento, essi appaiono alti uomini abbigliati con un unico abito lungo e grigio e con il volto bianco nel quale fiammeggiano occhi penetranti e spietati. In testa, sopra i lunghi capelli grigi e luccicanti, portano un elmo d'argento e le loro mani scarne brandiscono una lunga spada d'acciaio.
Cavalcavano cavalli neri allevati appositamente e resi schiavi dalle arti oscure di Minas Morgul, in modo da sopportare la costante presenza dei loro padroni, che altrimenti li farebbe fuggire atterriti come qualsiasi altra bestia vivente della Terra di Mezzo. Durante l'assedio di Gondor, Ombromanto, l'impavido signore dei liberi cavalli della Terra di Mezzo, è l'unico animale che dimostra di sopportare con somma fermezza e coraggio la presenza degli Spettri dell'Anello.
Quando questi destrieri furono travolti e annegati al guado del Bruinen, per mano della magia combinata di Elrond e Gandalf, i Nove ritornarono a Minas Morgul dove trovarono nuove cavalcature nelle fattezze di gigantesche e orride creature alate. Questi mostruosi esseri erano gli ultimi discendenti di un'antica e malvagia razza sopravvissuta tra montagne nascoste, proveniente
da ere e luoghi ormai scomparsi e dimenticati da tutti fuorché da Sauron. Questi infatti, se n'era impadronito e li aveva alimentati con cibi crudeli, accrescendo a dismisura la loro malvagità e le loro dimensioni. Tali esseri erano più grandi di ogni altro uccello, dal quale si differenziavano soprattutto per non possedere alcun tipo di piumaggio, per avere delle immense ali a guisa di pipistrello con pelle tesa fra grinfie di corno, e per emanare un insopportabile fetore mortale. Durante l'assedio di Gondor, i Nove, seduti sul curvo e lungo collo spoglio delle loro cavalcature alate, adempiono alla volontà dell'Occhio senza palpebra, terrorizzando chiunque si trovasse nelle vicinanze con urli di morte accompagnati da quelli gracchianti dei loro destrieri. Atterriscono gli abitanti e persino i difensori più audaci e coraggiosi, appostati sulle sette cinte murarie di Minas Tirith, dal momento che i "Nazgûl sono i Signori degli Uomini" sui quali hanno il pieno dominio, come Sauron ha pienamente il loro.

## Componenti

### Re stregone di Angmar
Tra i Nove si possono riconoscere il Re stregone di Angmar, capo dei Nove e signore di Minas Morgul, il più potente e temuto dei Nazgûl per aver distrutto il regno di Arnor.

### Khamûl
Il secondo per forza, Khamûl l'"Esterling Nero", detto "L'Ombra dell'Est", antico re Esterling che, stando a ciò che viene detto nei Racconti incompiuti, è il luogotenente di Sauron a Dol Guldur, l'unico di cui venga rivelato il vero nome.
Di Khamûl, Tolkien dice che era il più pronto dei Nazgûl, secondo in questo solo al Re stregone, a cogliere la presenza dell'Unico Anello, ma anche quello i cui poteri venivano più che in ogni altro sviati e affievoliti dalla luce del giorno.
Khamûl era il re degli Esterling prima che ricevesse uno dei Nove Anelli. Divenne potente in vita e conquistò gloria e grandi ricchezze, ma tutto questo si volse poi a sua disgrazia. Infatti cadde sotto il giogo dell'anello che portava al dito e sotto il dominio dell'Unico, che era di Sauron. Khamûl divenne così uno dei Nazgûl, Spettro dell'Anello.
Durante la Terza Era, Khamûl ebbe un ruolo importante nei piani di Sauron. Ricevette dall'Oscuro Signore il compito di comandare la fortezza di Dol Guldur e, successivamente, di individuare Hobbiville dove viveva Frodo Baggins, l'attuale portatore dell'Unico Anello. All'inizio de La Compagnia dell'Anello, Khamûl e gli altri spettri raggiunsero la Contea per recuperare l'Unico. Fu proprio Khamûl che chiese a Hamfast Gamgee dove si trovasse "Baggins", il giorno dopo che Frodo ebbe lasciato Hobbiville, e fu sempre lo stesso Khamûl a seguire gli Hobbit lungo la strada per Stock, e per poco non li perdette di vista al traghetto Buckburgo. In quell'occasione, Khamûl «era perfettamente consapevole che l'Anello aveva passato il fiume; ma il fiume era per lui una barriera che gli impediva di seguirne i movimenti» (Tolkien infatti allude al fatto che gli Spettri dell'Anello avessero paura dell'acqua).
Dopo la distruzione dell'Anello, Khamûl perì assieme agli altri spettri durante la battaglia di Morannon.
Come i suoi simili, Khamûl non viene descritto nelle varie opere cinematografiche, fatta eccezione del film di Ralph Bakshi, in cui, comunque, non viene precisato quale dei Nove sia.
Ne Il Signore degli Anelli - La Compagnia dell'Anello fa la sua prima apparizione nell'incontro con Hamfast Gamgee dicendogli le parole "Contea, Baggins" per trovare Frodo. Inoltre, è colui che perseguita Frodo, Sam, Merry e Pipino prima che arrivino a Brea.
Ne Lo Hobbit - La battaglia delle cinque armate lo si riconosce chiaramente per i suoi vestiti simili a quelli degli Esterling, ovvero braccia corazzate a scaglie, una lunga tunica e la visiera dell'elmo; su quest'ultimo sono presenti due lunghe corna d'ariete, e come arma ha un'enorme mazza ferrata. Combatte contro Elrond a Dol Guldur durante il tentativo del Bianco Consiglio di salvare Gandalf da Sauron. Alla fine viene scacciato insieme ai suoi simili e a Sauron da Galadriel.

### I rimanenti
A causa delle identità sconosciute dei rimanenti sette Spettri dell'Anello nel corso di alcuni adattamenti sono state create delle origini fittizie per essi:
- Nel primo gioco di ruolo basato sul Signore degli Anelli Girsa a parte Khamûl gli otto Spettri vengono chiamati come: Er-Murazor (il Re Stregone, di razza Númenóreana), Dwar di Waw, Ji Indûr Albamorta, Akhôrahil (Númenóreano), Hoarmûrath di Dír, Adûnaphel la Silente (unica femmina, di razza Númenóreana), Ren l'Immondo e Ûvatha il Cavaliere, tuttavia nessuno di questi nomi deriva dagli scritti di Tolkien.
- Nel gioco di carte collezionabili The Lord of the Rings Trading Card Game, basato principalmente sui film di Jackson, i Nazgûl sono chiamati Il Re Stregone, Úlairë Attëa (l'Esterling), Úlairë Nelya, Úlairë Cantëa, Úlairë Lemenya, Úlairë Enquëa, Úlairë Otsëa, Úlairë Toldëa e Úlairë Nertëa. I nomi sono basati sulla parola singolare Úlairë che significa "Spettro dell'Anello" in Quenya ricostruito mentre la seconda parola è semplicemente un numero ordinale dal secondo al nono.
- Nell'espansione Il Signore degli Anelli: La battaglia per la Terra di Mezzo 2: L'ascesa del Re stregone - basato principalmente sui film di Jackson ma con molti elementi dei libri - Electronic Arts creò per uno dei Nazgûl l'identità di Morgomir, un luogotenente del Re Stregone a Carn Dûm. il nome Morgomir sembra essere un incrocio delle parole Sindarin Morgoth ("Oscuro Nemico") e mîr ("gioiello"), anche se non è attestato nella lingua elfica di Tolkien.
- Ne Il Signore degli Anelli - Gioco di battaglie strategiche il Re Stregone e Khamûl l'Esterling mantengono i loro nomi dati da Tolkien. Gli altri sette hanno titoli onorifici che enfatizzano gli aspetti per come sono usati nel gioco: Il Traditore, maledetto molto tempo prima per aver consegnato le terre del sud al volere di Sauron, è mosso da una cupa malizia e un odio che non conosce confini. Di tutti i Nazgûl, il Traditore occupa uno dei posti più bassi nella gerarchia dei suoi luogotenenti, perché perfino l'Oscuro Signore non desidera porre fiducia in chi ha tradito la propria gente così prontamente. Il Cavaliere di Umbar il cui passato, come per tutti gli altri Nazgûl, è avvolto dal mistero. Se si vuole dar credito ai racconti che lo riguardano, egli era un tempo un grande re dei Númenóreani che governava Umbar e le altre terre del Sud prima dei giorni dell'Ultima Alleanza. Il Signore delle Ombre un tempo fu il re di un regno piccolo e insignificante. Quando Sauron gli offrì uno dei Nove Anelli, la promessa del potere si dimostrò irresistibile. Ora che la sua forma fisica è scomparsa e la sua volontà è sottomessa a Sauron, il Signore delle Ombre indossa il proprio oscuro orgoglio come un mantello, coprendo il sole nel cielo e indebolendo la vista dei nemici. L'Immortale continua a esistere, mentre chiunque altro cade. Si dice che sia il più antico degli Spettri dell'Anello e l'ultimo a soccombere alle nefasta influenza degli Anelli del Potere. Attraverso lo studio ossessivo della magia malvagia, l'Immortale ha imparato a trarre sostentamento dalle magie altrui, rafforzandosi con il potere magico che gli fluisce attorno. Mentre gli altri Nazgûl vennero inghiottiti lentamente dal male degli anelli, il Corrotto si diede interamente e volontariamente a Sauron. Ora tutto ciò che è legato alla natura si ribella alla sua presenza, la vegetazione avvizzisce, gli animali si ammalano e i coraggiosi guerrieri fuggono. Egli è un abominio la cui presenza avvelena vita, onore e speranza. Il Dwimmerlaik è probabilmente il più misterioso di tutti i Nazgûl, dato che nei tomi dei Saggi non si parla quasi delle sue imprese passate. Eppure a Rohan questo Spettro dell'Anello è temuto più degli altri, poiché per quel reame è stato per innumerevoli secoli una piaga, dirigendo le azioni dei servitori dell'Oscuro Signore contro i Figli di Eorl. Nei secoli trascorsi da quando il Maresciallo Oscuro e i suoi seguaci Re sono diventati degli Spettri dell'Anello, egli è diventato ancora più sadico e malvagio. Egli è il più crudele tra tutti i Nazgûl, e il suo cuore è nero; il suo nome è sinonimo di miseria e morte. Dove passa il Maresciallo Oscuro, le creature malvagie prendono forza e combattono con più impeto, mentre i soldati del bene avvertono il gelido tocco della morte sui propri cuori.
- Nel gioco da tavolo The One Ring, i tre Nazgûl inviati a Dol Guldur nel 2951 T.A. sono nominati in forma onorifica come "Il Luogotenente di Dol Guldur", "Il Fantasma della foresta" e "Il Messaggero di Mordor".
- Nel videogioco La Terra di Mezzo: L'ombra della guerra i Nazgûl appaiono come i principali antagonisti nel gioco ai quali vengono dati delle nuove identità: il primo di essi è Suladân (il cui nome in Sindarin significa "Uomo spirituale"), la cui figura è liberamente ispirata all'ultimo re di Númenor Ar-Pharazôn: dopo aver sconfitto Sauron e conquistato Mordor con il suo esercito Suladân venne ingannato dall'Oscuro Signore quando questi finse di arrendersi donandogli uno degli Anelli del Potere come regalo e tornando con lui in patria come prigioniero. Col tempo Sauron divenne consigliere del Re e insieme al suo anello corruppe il sovrano rendendolo suo spettro. Il secondo è Helm Mandimartello ultimo re di Rohan della prima dinastia della Terza Era. Helm rifiutò di dare in matrimonio sua figlia Bernwyn a Siric, un signore della guerra, perciò una settimana dopo Siric tese un'imboscata a Helm e rapì Bernwyn ferendo a morte il re. Sul letto di morte Helm venne raggiunto da Sauron e Celebrimbor che gli diedero uno dei Nove Anelli del Potere, il quale rinvigorì il corpo del re ma alimentò anche la sua sete di vendetta. Assediò la fortezza di Siric dove, preso dalla furia, uccise per errore la propria figlia. Mosso da una rabbia sfrenata Helm massacrò tutti i presenti, inclusi i suoi soldati, finché non divenne un Nazgûl con il potere di controllare ogni tipo di bestia. Il terzo si rivela essere Isildur: dopo aver sconfitto Sauron durante l'Ultima Alleanza di uomini ed elfi e avergli rubato l'Unico Anello, Isildur cadde in un'imboscata degli orchi presso i Campi Iridati, quando l'Anello lo abbandonò. Gli Orchi recuperarono il corpo e lo portarono a Barad-dûr dove Sauron (ormai ridotto in forma incorporea) mise al dito del morto uno dei Nove Anelli resuscitandolo come Spettro. L'ultimo Nazgûl originale del gioco è il protagonista stesso Talion: originariamente un Ramingo del Cancello Nero la cui guarnigione venne sterminata da parte di un esercito di Uruk-hai guidati dai Capitani Neri, stregoni fedeli a Sauron che sacrificarono Talion e la sua famiglia per riportare in vita lo spirito del fabbro elfico Celebrimbor affinché creasse nuovi Anelli. Il fabbro, desideroso di vendetta e potere, si legò invece al morente Ramingo divenendo un tutt'uno con esso rendendolo così un essere immortale dotato di forza sovrumana e in grado di controllare mentalmente gli orchi (così da creare un proprio esercito col quale sfidare Sauron). Dopo aver sconfitto i Capitani Neri i due creeranno un nuovo Anello del Potere libero dall'influenza dell'Oscuro Signore; infine dopo una serie di avvenimenti Talion scopre che Celebrimbor non vuole distruggere Sauron ma dominarlo per conquistare la Terra di Mezzo. Capendo di non poterlo più manovrare Celebrimbor abbandona Talion donando l'Anello alla guerriera elfica Eltariel condannando l'umano a morire dato che lo spettro era l'unica cosa a tenerlo vivo. Con le ultime forze Talion indossa l'anello di Isildur che aveva ucciso poco prima e diventa un Nazgûl. A differenza degli altri spettri Talion per anni riuscirà a Resistere all'influenza di Sauron e userà i suoi poteri per combattere le forze del male contenendole entro i confini di Mordor per permettere al resto della Terra di Mezzo di prepararsi alla Guerra dell’Anello. Alla fine Talion cederà inevitabilmente a Sauron unendosi agli altri Otto Spettri nella ricerca di Frodo Baggins nella Contea e infine dopo la sconfitta di Sauron potrà finalmente ricongiungersi con i suoi cari nell'Aldilà. Nell'espansione La Lama di Galadriel l'Elfa Eltariel combatterà contro due sorelle Nazgûl le quali, Sfruttando un vuoto di potere nella Terra Nera, decidono di prendere il potere a Mordor, cercando al contempo di impossessarsi degli anelli di Talion e Eltariel. Si scopre che i loro veri nomi sono Riya e Yuka, due principesse del regno orientale di Shen il cui padre, l'imperatore Sagong, le ordinò di conquistare Mordor. Scontrandosi con due Nazgûl Riya e Yuka presero i loro Anelli del Potere e tornarono vittoriose. Tuttavia, l'influenza dei due anelli cominciò a corromperle, portandole a uccidere il padre e a instaurare un regno tirannico che fece decadere l'impero, finché non divennero completamente due Nazgûl al servizio di Sauron.
- Il merchandise della Weta Workshop identifica uno dei Nove come "lo Spettro dell'Anello di Forod" (letteralmente, lo Spettro dell'Anello del Nord).

## Adattamenti
Nell'adattamento cinematografico di Ralph Bakshi i Nazgûl sono identici a come appaiono nel libro. La sola differenza che li contraddistingue è che durante il loro attacco a Colle Vento i loro mantelli vengono tolti rivelando esseri spettrali con vesti nere ed elmi diversi che li contraddistinguono dai quali si possono vedere terribili occhi rossi.
In un altro adattamento chiamato Il ritorno del re del 1980 il loro aspetto cambia: diventano esseri fisici spaventosi in quanto hanno una pelle biancastra, occhi rosso sangue e lunghi capelli grigi che svolazzano al vento, e indossano lo stemma dell'Occhio senza palpebre.
I Nazgûl compaiono nella trilogia de Il Signore degli Anelli diretta da Peter Jackson. Sostanzialmente non sono diversi dalla loro versione cartacea, tranne che indossano guanti e stivali di ferro. Vengono nominati e appaiono nella trilogia de Lo Hobbit, rispettivamente nel secondo film, dove Gandalf e Radagast ispezionano il loro luogo di sepoltura (cosa peraltro improbabile, visto che i loro corpi sono stati consumati dal potere degli anelli e non fisicamente morti) e scoprono che le tombe sono vuote, e nel terzo film, dove compaiono con un aspetto diverso: a differenza di come apparivano nel Signore degli Anelli, vengono rappresentati come entità spettrali con indosso le armature che avevano quando erano in vita e con armi differenti. Nel film si scontrano con Saruman, Elrond e Galadriel giunti a Dol Guldur per soccorrere Gandalf catturato dal Negromante, cioè Sauron. Alla fine, Galadriel riesce a scacciare sia loro sia Sauron.